# Сулавесский калао
Сулавесский калао (лат. Rhyticeros cassidix) — вид птиц из семейства птиц-носорогов. Ранее его включали в род Aceros.
Оперение у сулавесского калао чёрное, клюв жёлтый, перья хвоста белого цвета, вокруг глаз голые участки кожи бледно-голубого цвета. Ноги тёмные, кожа на горле тёмно-синего цвета. У самцов шея и лицевая часть головы огненно-коричневого цвета, оранжево-красные глаза. Сверху клюва имеется высокая красноватая каска. У самки лицевая часть и шея чёрного цвета, каска жёлтая, а глаза коричневые.
Является эндемиком Индонезии, распространён в тропических вечнозелёных лесах островов Сулавеси, Бутунг, Лембех, Муна и Тогеанских островов.
Сулавесский калао является национальным символом провинции Южное Сулавеси.